# Куруш (Хасавюртовский район)
Куруш (лезг. Цӏийи Къуруш, Новый Куруш) — лезгинское село в Хасавюртовском районе республики Дагестан.
Образует муниципальное образование село Куруш со статусом сельского поселения как единственный населённый пункт в его составе.

## География
Расположено в 24 км к северо-востоку от города Хасавюрт.

## История
Село образовано в 1952 году, переселенцами из села Куруш Докузпаринского района, а также из сел Ихир, КIурукIнар, Маца и некоторых других сел Ахтынского района. Ранее на этом месте существовал русский хутор, в котором переселенцы Мезенцев и Тинита разводили высокопродуктивных овец и породистых лошадей. Инициаторами переселения стали власти Дагестанской АССР и Азербайджанской ССР.
Поводом к переселению послужило соглашение между руководствами Дагестанской АССР и Азербайджанской ССР, согласно которому, часть земель на юге Ахтынского и Докузпаринского районов была передана Азербайджану. В эту территорию вошли некоторые лезгинские селения, а также их земельные участки, пастбища и загоны. В результате этого несколько лезгинских селений вошли в состав Азербайджана (село Филь-Филь, и др.), другие же, в числе которых оказались Куруш, Ихир, Курук|нар и Маца, были вынуждены переселиться.

## Население
| 1939  | 1959  | 1970  | 1979  | 2002  | 2010  | 2012  |
| ----- | ----- | ----- | ----- | ----- | ----- | ----- |
| 39    | ↗4000 | ↗5799 | ↗6354 | ↗7292 | ↗7327 | ↗7369 |
| 2013  | 2014  | 2015  | 2016  | 2017  | 2018  | 2019  |
| ↘7288 | ↘7258 | ↗7268 | ↘7235 | ↗7249 | ↗7277 | ↗7282 |
| 2020  | 2021  | 2023  | 2024  | 2025  |       |       |
| ↘7263 | ↘7090 | ↗7196 | ↗7250 | ↗7298 |       |       |

По данным Всероссийской переписи населения 2010 года:
| № | Национальность | Численность, чел. | Доля |
| - | -------------- | ----------------- | ---- |
| 1 | лезгины        | 7284              | 99 % |
| 2 | другие         | 43                | 1 %  |

## Религия
Верующие ново-курушцы — мусульмане-сунниты.В селении есть мечеть и медресе.

## Известные уроженцы
Шейх Хамзат Курушский  —  лезгинский имам и бывший боец и тренер по тайскому боксу.
Абиль Рагимханов —  лезгинский боец, чемпион Дагестана по тайскому боксу, чемпион России по панкратиону, обладатель Кубка России по смешанным боям.